# Mari Români
Mari Români (Die größten Rumänen) ist der rumänische Ableger, der auf Televiziunea Română lief, von 100 Greatest Britons, die 2002 von der British Broadcasting Corporation produziert wurde. Im Jahr 2006 hatte die Öffentlichkeit die Möglichkeit, die 100 größten Rumänen aller Zeiten zu bestimmen. Anschließend bekam jeder einzelne der Top Ten eine eigene Sendung, wobei die Zuschauer die Möglichkeit bekamen, nach jedem Programm abzustimmen. Nach einer abschließenden Diskussion und Abstimmung wurde am 21. Oktober Ștefan cel Mare als größter Rumäne aller Zeiten verkündet.

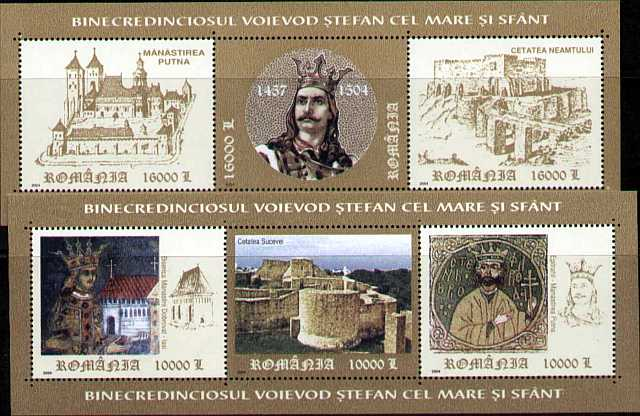
Ștefan cel Mare (hier auf Briefmarken von 2004), der die Abstimmung zum Größten Rumänen gewonnen hat

## 1–100
1. Ștefan cel Mare (1433–1504), Woiwode der Moldau
2. Karl I. (1839–1914), Fürst und erster König
3. Mihai Eminescu (1850–1889), Dichter
4. Mihai Viteazul (1558–1601), Woiwode der Walachei, von Siebenbürgen und der Moldau
5. Richard Wurmbrand (1909–2001), lutherischer Pfarrer
6. Ion Antonescu (1882–1946), Ministerpräsident und Generalstabschef des Heeres
7. Mircea Eliade (1907–1986), Religionswissenschaftler, Philosoph und Schriftsteller
8. Alexandru Ioan Cuza (1820–1873), Staatsgründer und Fürst
9. Constantin Brâncuși (1876–1957), Bildhauer und Fotograf
10. Nadia Comăneci (* 1961), Kunstturnerin
11. Nicolae Ceaușescu (1918–1989), Staatspräsident
12. Vlad III. Drăculea (1431–1476), Woiwode der Walachei
13. George Becali (* 1958), Unternehmer, Politiker und Vereinseigentümer
14. Henri Marie Coandă (1886–1972), Physiker und Aerodynamiker
15. Gheorghe Hagi (* 1965), Fußballspieler
16. Ion Luca Caragiale (1852–1912), Schriftsteller
17. Nicolae Iorga (1871–1940), Historiker, Schriftsteller und Politiker
18. Constantin Brâncoveanu (1654–1714), Fürst der Walachei
19. George Enescu (1881–1955), Komponist, Violinist und Dirigent
20. Gregorian Bivolaru (* 1952), Yogalehrer
21. Mirel Rădoi (* 1981), Fußballspieler
22. Corneliu Zelea Codreanu (1899–1938), Politiker
23. Nicolae Titulescu (1882–1941), Politiker
24. Ferdinand I. (1865–1927), König
25. Michael I. (1921–2017), König
26. Decebalus († 106), König der Daker
27. Traian Băsescu (* 1951), Staatspräsident
28. Gheorghe Mureșan (* 1971), Basketballspieler
29. Ion I. C. Brătianu (1864–1927), Politiker
30. Răzvan Lucescu (* 1969), Fußballtorhüter und -trainer
31. Nicolae Paulescu (1869–1931), Physiologe
32. Iuliu Maniu (1873–1953), Politiker
33. Iuliu Hossu (1885–1970), Kardinal und Bischof
34. Emil Cioran (1911–1995), Philosoph
35. Avram Iancu (1824–1872), Revolutionär
36. Burebista (111 v. Chr.–44 v. Chr.), König der Daker
37. Marie von Edinburgh (1875–1938), Königin
38. Petre Țuțea (1902–1991), Philosoph und Schriftsteller
39. Corneliu Coposu (1914–1995), Politiker
40. Aurel Vlaicu (1882–1913), Flugzeugpionier
41. Iosif Trifa (1888–1938), Priester
42. Nichita Stănescu (1933–1983), Dichter und Essayist
43. Ion Creangă (1839–1889), Schriftsteller
44. Mădălina Manole (1967–2010), Musikerin
45. Corneliu Vadim Tudor (1949–2015), Politiker
46. Traian Vuia (1872–1950), Luftfahrtpionier
47. Lucian Blaga (1895–1961), Philosoph, Journalist, Dichter, Übersetzer, Wissenschaftler und Diplomat
48. George Emil Palade (1912–2008), Forscher
49. Ana Aslan (1897–1988), Ärztin und Gerontologin
50. Adrian Mutu (* 1979), Fußballspieler
51. Florin Piersic (* 1936), Schauspieler
52. Mihail Kogălniceanu (1817–1891), Politiker, Historiker und Publizist
53. János Kőrössy (1926–2013), Jazzmusiker
54. Dimitrie Cantemir (1673–1723), Woiwode der Moldau, Historiker, Musiktheoretiker, Geograph und Universalwissenschaftler, Humanist und Enzyklopädist
55. Ilie Năstase (* 1946), Tennisspieler
56. Gheorghe Zamfir (* 1941), Musiker
57. Gică Petrescu (1915–2006), Sänger und Komponist
58. Elisabeta Rizea (1912–2003), Widerstandskämpferin
59. Bulă, fiktive Witzfigur
60. Amza Pellea (1931–1983), Schauspieler
61. Matthias Corvinus (1443–1490), König von Ungarn
62. Mircea cel Bătrân (1355–1418), Woiwode der Walachei
63. Titu Maiorescu (1840–1917), Rechtsanwalt, Literaturkritiker, Schriftsteller, Philosoph und Politiker
64. Toma Caragiu (1925–1977), Schauspieler
65. Mihai Trăistariu (* 1976), Sänger und Musiker
66. Andreea Marin (* 1974), Fernsehmoderatorin
67. Emil Racoviță (1868–1947), Biologe, Botaniker und Höhlenforscher
68. Victor Babeș (1854–1926), Pathologe
69. Nicolae Bălcescu (1819–1852), Historiker, Schriftsteller und Revolutionär
70. Horia-Roman Patapievici (* 1957), Schriftsteller und Essayist
71. Ion Iliescu (1930–2025), Staatspräsident
72. Marin Preda (1922–1980), Schriftsteller
73. Eugène Ionesco (1909–1994), Dramatiker
74. Dumitru Stăniloae (1903–1993), rumänisch-orthodoxer Theologe, Schriftsteller und Priester
75. Alexandru Todea (1912–2002), griechisch-katholischer Bischof
76. Tudor Gheorghe (* 1945), Sänger und Schauspieler
77. Ion Țiriac (* 1939), Eishockeyspieler, Tennisspieler und Unternehmer
78. Cleopa Ilie (1912–1998), rumänisch-orthodoxer Klostervorsteher
79. Arsenie Boca (1910–1989), rumänisch-orthodoxer Mönch, Künstler und Theologe
80. Bănel Nicoliță (* 1985), Fußballspieler
81. Dumitru Cornilescu (1891–1975), Priester und Theologe
82. Grigore Moisil (1906–1973), Mathematiker
83. Claudiu Niculescu (* 1976), Fußballspieler
84. Florentin Petre (* 1976), Fußballspieler
85. Marius Moga (* 1981), Sänger, Musiker und Komponist
86. Nicolae Steinhardt (1912–1989), Schriftsteller
87. Laura Stoica (1967–2006), Sängerin, Komponistin und Schauspielerin
88. Cătălin Hâldan (1976–2000), Fußballspieler
89. Anghel Saligny (1854–1925), Ingenieur
90. Ivan Patzaichin (1949–2021), Kanute, Trainer und Funktionär
91. Maria Tănase (1913–1963), Sängerin
92. Sergiu Nicolaescu (1930–2013), Schauspieler, Filmregisseur und Politiker
93. Octavian Paler (1926–2007), Schriftsteller, Dichter und Publizist
94. Eroul necunoscut, fiktives nichtidentifiziertes Kriegsopfer
95. Ciprian Porumbescu (1853–1883), Komponist
96. Nicu Covaci (* 1947), Musiker, Maler und Bildhauer
97. Dumitru Prunariu (* 1952), Kosmonaut, Pilot und Diplomat
98. Johann Hunyadi (ca. 1387–1456), Staatsmann und Heeresführer
99. Constantin Noica (1909–1987), Philosoph und Publizist
100. Badea Cârțan (1849–1911), rumänischer Schäfer

## Amari Români
Die Zeitung Evenimentul Zilei startete eine Umfrage über den schlimmsten Rumänen (Amari Români – „bittere Rumänen“, ein Wortspiel mit mari „größten“) und die Ergebnisse waren:
1. Ion Iliescu, Staatspräsident
2. Nicolae Ceaușescu, Staatspräsident
3. George Becali, Unternehmer, Politiker und Vereinseigentümer
4. Adrian Năstase, Ministerpräsident
5. Karl II., König
6. Michael I., König
7. Traian Băsescu, Staatspräsident
8. Gheorghe Gheorghiu-Dej, Staatspräsident
9. Elena Ceaușescu, Präsidentengattin
10. Sorin Ovidiu Vântu, Geschäftsmann